# اللغة الملغاشية
اللغة الملغاشية (بالملغاشية: Malagasy) هي اللغة الوطنية الرسمية في مدغشقر، وهي تنتمي إلى عائلة اللغات الأسترونيزية مثل الإندونيسية و الملاوية. أغلبية سكان مدغشقر يتحدثون بها كلغة أولى. عدد المتحدثين يبلغ حوالي 20 مليون ناطق.

## الكتابة
تكتب حاليا بالأبجدية اللاتينية ولكن في الماضي كانت تكتب بنوع من الأبجدية العربية يدعى سورابي.

## بعض الكلمات وترجمتها

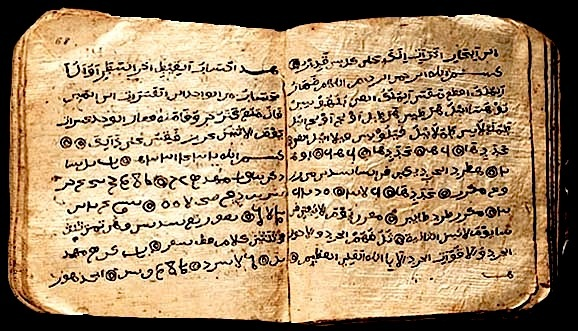
اللغة الملجاشية بحروف عربية

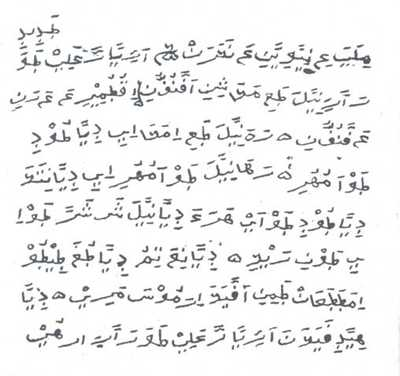
Sorabe alphabetاللغة الملجاشية بحروف عربية

| العربية | الملغاشية (Malagasy) |
| ------- | -------------------- |
| منير    | tany                 |
| ماء     | rano                 |
| نار     | afo                  |
| رجل     | lehilahy, lahy       |
| مرأة    | vehivavy, vaviny     |
| صغير    | kely , tity          |
| أفريقي  | afrikana             |
| نهار    | andro, matsana       |
| ليلة    | alina, maizina       |
| جريدة   | gazety               |
| صديق    | sakaiza              |
| قط      | saka                 |

## وصلات خارجية
- قاموس إنجليزي-ملغاشي (بالإنجليزية)
- قاعِدة بيانات صوتيّة ضخمة بمفردات اللغة الملغاشيّة مع تسجيلات خاصة بلفظ الكلمات (بالإنجليزية)
- جامعة أوكسفورد: اللغة الملغاشيّة (بالإنجليزية)
- قاموس إنجليزي-ملغاشي (بالإنجليزية)
- قاموس/مترجم ملغاشيّ–فرنسيّ–إنجليزيّ يمكن البحث من خلاله